# Grand Prix de la Ville de Lillers 2008
La Grand Prix de la Ville de Lillers 2008, quarantaquattresima edizione della corsa e valida come evento dell'UCI Europe Tour 2008 categoria 1.2, si svolse il 9 marzo 2008 su un percorso totale di circa 163,5 km. Fu vinto dal tedesco Dominic Klemme che terminò la gara in 3h49'56", alla media di 42,534 km/h.
All'arrivo 56 ciclisti portarono a termine il percorso.

## Ordine d'arrivo (Top 10)
| Pos. | Corridore           | Squadra        | Tempo    |
| ---- | ------------------- | -------------- | -------- |
| 1    | Dominic Klemme      | 3C Gruppe      | 3h49'56" |
| 2    | Benoît Daeninck     | Nogent-Oise    | s.t.     |
| 3    | Matthias Friedemann | 3C Gruppe      | s.t.     |
| 4    | Kalvis Eisaks       | Rietumu        | s.t.     |
| 5    | Dennis van Winden   | Rabobank Cont. | s.t.     |
| 6    | Jan Bluekens        | Profel         | s.t.     |
| 7    | Sylvain Georges     | A-Style-Somn   | s.t.     |
| 8    | David Skrzypczak    | Nord-Pas Cal.  | s.t.     |
| 9    | Dennis Pohl         | 3C Gruppe      | s.t.     |
| 10   | Felix Odebrecht     | Atlas-Romer's  | s.t.     |